# Пульгон
Пульгон (кирг. Пүлгөн) — село в Кадамжайском районе Баткенской области Киргизии. Входит в состав Орозбековского аильного округа. До 2012 года являлось административным центром района.

## История
Указом ПВС Кирргизской ССР от 19 декабря 1940 г. село Пульгон переименован во Фрунзенское.

## Население
По данным переписи 2009 года, в селе проживало 2466 человек.